# Lars Wickström
Lars Olof Wickström, född 11 juni 1933 i Stockholm, död 20 februari 2000 i Allerums församling, Skåne län,  var en svensk väg- och vattenbyggnadsingenjör. 
Wickström, som var son till kapten Axel Wickström och Britta Lundqvist, avlade studentexamen i Karlskoga 1953 och utexaminerades från Kungliga Tekniska högskolan 1959. Han var konsulterande ingenjör inom trafik-, transport- och samhällsplanering vid Kjessler & Mannerstråle AB (KM) i Helsingborg från 1959, blev regionchef på KM Syd 1974, var affärsområdeschef på KM Anläggningar 1990–1992 samt vice verkställande direktör från 1980 till pensioneringen 1993. Lars Wickström är begravd på Allerums nyaste kyrkogård.